# 示巴王國

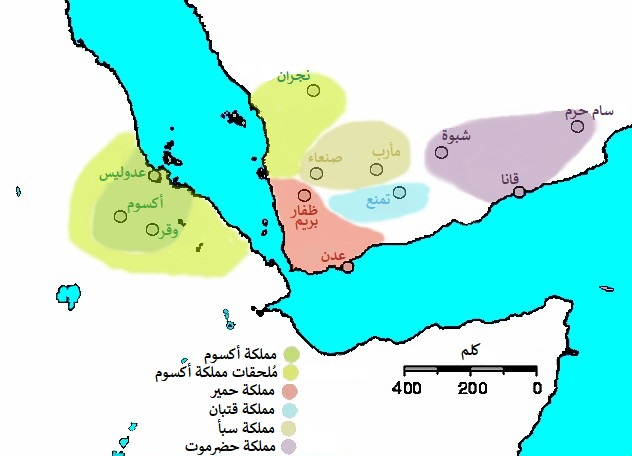
约230年的阿克苏姆王国和南阿拉伯半岛，浅红色部分为示巴王国。

示巴（吉茲語: ሳባ，Saba，Saba；古代南阿拉伯語：𐩪𐩨𐩱，S-b-ʾ，Šəḇā），《古兰经》中称为塞伯邑，是一個在希伯來聖經（旧约圣经）及古兰经提及過的古老王國。這個王國在犹太教、伊斯兰教及基督教（特別是在埃塞俄比亞正教）的傳統中都有被提及。來自示巴王國的示巴女王（在《聖經》沒有紀錄其名字，但在埃塞俄比亞被稱為Makeda、而在阿拉伯傳統被流傳叫作Bilqīs）的故事，在這些地方的經典及傳統中流傳着。
學界主流意見認為：《聖經》上所提及的示巴王國，是基於南阿拉伯的赛伯伊人古代文明，但這種說法跟多個國家的地區傳統述說相違背。
示巴王國在古代亞述人、希臘人及羅馬人作家的作品中都有提及過，大約在公元前8世紀立國，於公元5世紀到6世紀時因為氣候變遷而引起的一連串連鎖反應而滅亡。示巴王國曾經以多個不同的城市作為首都，當中在中期時以今日薩那以東120公里的馬利卜作首都的時間最長。